# Taiki Shuttle
Taiki Shuttle, en japonais タイキシャトル, né en 1994 et mort en 2022, est un cheval de course japonais, Membre du Hall of Fame des courses japonaises, il est élu cheval de l'année au Japon en 1998.

## Carrière de courses
Né aux États-Unis, Taiki Shuttle connait un début de carrière contrarié. Blessé à 2 ans, il échoue ensuite au test obligatoire d'entrée dans les stalles de départ, ce qui retarde ses débuts. Il est ensuite victime de la maladie de Moya Moya, une maladie vasculaire, et c'est une fois remis sur pied qu'il peut enfin débuter, en avril 1997. Taiki Shuttle fait ses premiers pas sur le dirt, remporte ses deux premières courses, puis enchaîne sur le gazon, concède une première courte défaite, puis revient sur le dirt pour remporter un premier groupe, les Unicorn Stakes. La suite de sa carrière se déroule exclusivement sur le gazon. En octobre, il gagne les Swan Stakes, un groupe 2, puis trouve la consécration sur le mile en s'adjugeant nettement le Mile Championship, son premier groupe 1. En fin d'année, il est encore souverain sur 1 200 mètres dans les Sprinters Stakes, le plus important sprint japonais, devenant le premier cheval à réaliser le doublé dans les deux épreuves la même année. Avec son bilan quasi immaculé, sept victoires en huit sorties, Taiki Shuttle pourrait bien devenir le premier cheval de l'année issu des courtes distances, mais c'est finalement la championne Air Groove qui est élue, quand lui doit se contenter du titre de meilleur sprinter/miler de l'année.  

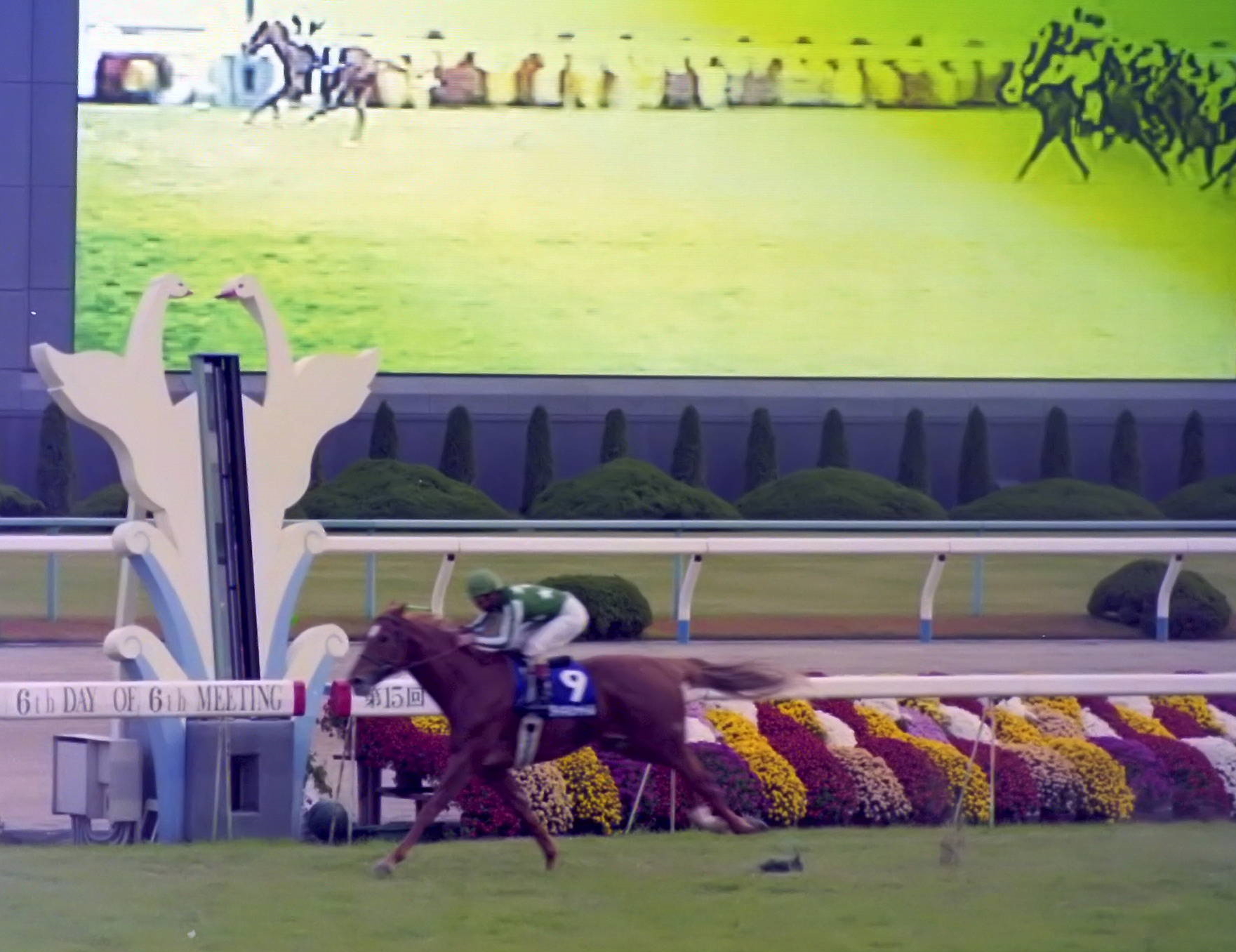
Victoire dans le Mile Championship 1998

En 1998, Taiki Shuttle continue sur sa lancée, semblant n'avoir aucun adversaire sur 1 600 mètres et moins. Son entourage a des envies d'ailleurs, des envies de voyage – ce qui est peu commun à l'époque. En juin, il appose son nom au palmarès du Yasuda Kinen, prélude à une expédition en France pour y participer au Prix Jacques Le Marois à Deauville. La jument Seeking The Pearl est aussi du voyage, elle qui n'a pu faire mieux que dixième dans le Yasuda Kinen. À l'époque, la participation des chevaux japonais aux grandes joutes européennes relève encore de l'exotisme : aucun Nippon n'a encore remporté un groupe 1 à l'étranger. Mais le meeting de Deauville 1998 va tout changer et ouvrir la voie. Le 9 août, Seeking The Pearl fait sensation en remportant le Prix Maurice de Gheest, et une semaine plus tard on regarde la candidature de Taiki Shuttle dans le Prix Jacques Le Marois, l'une des courses sur le mile les plus prestigieuses d'Europe, d'un autre œil : il est propulsé grand favori. Et s'impose, devant les Anglais Among Men et Cape Cross. Ces deux victoires japonaises sont d'autant plus éclatantes qu'elles ont été acquises en terrain  souple, une gageure pour les chevaux japonais, qui ne se produisent que sur terrain léger et passent pour redouter les pistes profondes. Cette année-là, Seeking The Pearl et Taiki Shuttle viennent de briser un plafond de verre. L'année suivante, El Condor Pasa leur emboîte le pas et réalise une superbe saison en France, ponctuée par un premier accessit dans le Prix de l'Arc de Triomphe. Une nouvelle ère commence pour les courses japonaises. 
Taiki Shuttle, lui, aurait pu continuer ses tribulations en Occident avec pour objectifs le Prix du Moulin de Longchamp et la Breeders' Cup Mile, mais les contraintes liées aux quarantaines rebutent son entourage, qui décide de mettre fin à l'aventure. L'alezan rentre donc au pays, en héros, et continue sa série d'invincibilité de plus d'un an avec une huitième victoire consécutive dans le Mile Championship, doublé à la clé. Ce devait être ses adieux. Mais la Japan Racing Association fait pression sur les propriétaires du champion pour le voir une dernière fois en piste, dans les Sprinters Stakes dont il est le tenant du titre. Ils acceptent, contre l'avis de l'entraîneur et, comme fatalement, ce cheval quasiment invaincu va y mordre la poussière, terminant troisième de Meiner Love et Seeking The Pearl pour une arrivée dans un mouchoir de poche. Petite tache au palmarès d'un véritable champion, honoré cette fois d'un titre suprême de cheval de l'année décerné pour la première fois à un cheval de courtes distances. Il est également élu cheval d'âge de l'année en France pour sa prestation deauvillaise. L'année suivante, il est admis au Hall of Fame des courses japonaises, et là encore c'est une première pour un cheval n'ayant jamais dépassé le mile. Mais sur cette distance, Taiki Shuttle fut peut-être simplement le meilleur cheval jamais vu au Japon. D'ailleurs un sondage réalisé en 2019, plus de vingt ans après sa retraite, le classe en tête (avec 7 800 voix sur 29 000 votes) des meilleurs milers de l'histoire des courses japonaises devant Maurice et Vodka.    

### Résumé de carrière
| Date        | Hippodrome  | Pays        | Course                 | Statut      | Distance    | Jockey      | Place       | Écart       | Vainqueur ou deuxième |
| 1997, 3 ans | 1997, 3 ans | 1997, 3 ans | 1997, 3 ans            | 1997, 3 ans | 1997, 3 ans | 1997, 3 ans | 1997, 3 ans | 1997, 3 ans | 1997, 3 ans           |
| ----------- | ----------- | ----------- | ---------------------- | ----------- | ----------- | ----------- | ----------- | ----------- | --------------------- |
| 19 avril    | Tokyo       | Japon       | Maiden                 |             | 1 600 m     | Yukio Okabe | 1er / 16    | 4           | Akasi Glisten         |
| 3 mai       | Kyoto       | Japon       | Open Race              |             | 1 200 m     | Yukio Okabe | 1er / 16    | 1           | Sound Cascade         |
| 8 juin      | Tokyo       | Japon       | Shou Stakes            |             | 1 600 m     | Yukio Okabe | 1er / 9     | 1 ¾         | Shinko Splendor       |
| 6 juillet   | Hanshin     | Japon       | Bodaiju Stakes         |             | 1 400 m     | Yukio Okabe | 2e / 14     | encolure    | Tenzan Storm          |
| 4 octobre   | Tokyo       | Japon       | Unicorn Stakes         | Gr. 3       | 1 600 m     | Yukio Okabe | 1er / 16    | 2 ½         | Washington Color      |
| 25 octobre  | Kyoto       | Japon       | Swan Stakes            | Gr. 2       | 1 400 m     | N. Yokoyama | 1er / 16    | 3/4         | Sugino Hayakaze       |
| 16 novembre | Kyoto       | Japon       | Mile Championship      | Gr. 1       | 1 600 m     | N. Yokoyama | 1er / 18    | 2 ½         | Kyoei March           |
| 14 décembre | Nakayama    | Japon       | Sprinters Stakes       | Gr. 1       | 1 200 m     | Yukio Okabe | 1er / 16    | 1 ¾         | Sugino Hayakaze       |
| 1998, 4 ans |             |             |                        |             |             |             |             |             |                       |
| 16 mai      | Tokyo       | Japon       | Keio Hai Spring Cup    | Gr. 2       | 1 400 m     | Yukio Okabe | 1er / 16    | 1 ½         | Osumi Tycoon          |
| 14 juin     | Tokyo       | Japon       | Yasuda Kinen           | Gr. 1       | 1 600 m     | Yukio Okabe | 1er / 17    | 2 ½         | Oriental Express      |
| 16 août     | Deauville   | France      | Prix Jacques Le Marois | Gr. 1       | 1 600 m     | Yukio Okabe | 1er / 8     | 1/2         | Among Men             |
| 22 novembre | Kyoto       | Japon       | Mile Championship      | Gr. 1       | 1 600 m     | Yukio Okabe | 1er / 13    | 5           | Big Sunday            |
| 20 décembre | Nakayama    | Japon       | Sprinters Stakes       | Gr. 1       | 1 200 m     | Yukio Okabe | 3e / 15     | encolure    | Meiner Love           |

## Au haras

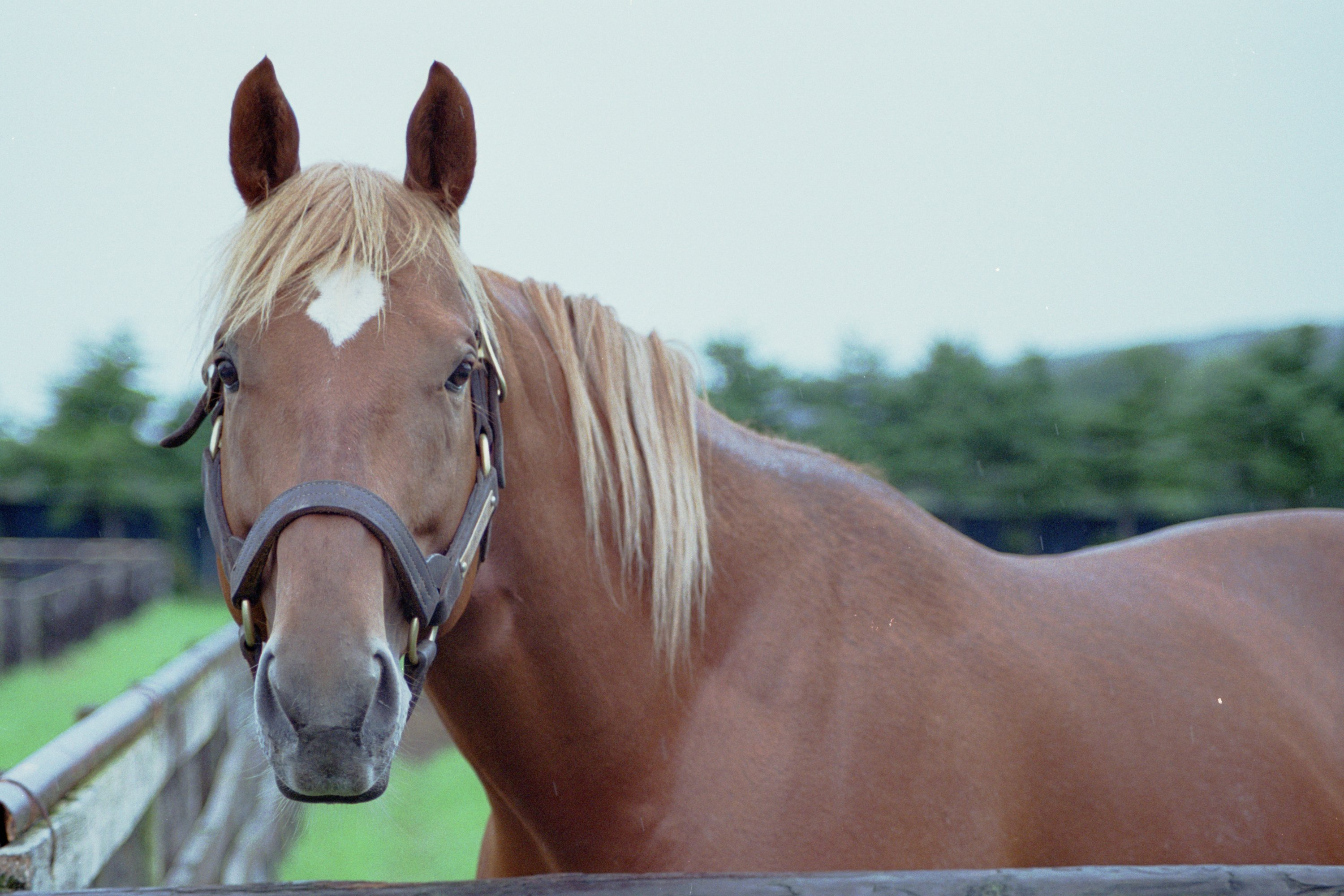
Taiki Shuttle à Arrow Stud en 2000

Taiki Shuttle se retire comme étalon, faisant la navette entre les haras de Easton Stud et Arrow Stud, tous deux sur l'île de Hokkaido. Il s'y illustre en donnant des chevaux sur le registre de la vitesse, du mile au maximum, et revendique trois vainqueurs de groupe 1 : Win Kluger (NKH Mile Cup), Meisho Bowler (February Stakes) et Summer Wind (Japan Breeding farms' Cup Sprint). Il est aussi le père de mère de Straight Girl (par Fuji Kiseki, double lauréate du Victoria Mile, et lauréate des Sprinters Stakes), et One And Only (par Heart's Cry), vainqueur du Derby japonais en 2014. 
Retiré de la monte en 2017, Taiki Shuttle passe sa retraite à Versailles Farm, un haras de la région de Saitama sur l'île de Honshū où, en 2019, il est victime d'une étrange agression : sa crinière est coupée, tout comme celle d'une autre retraitée, Rose Kingdom, lauréate de la Japan Cup 2010. Cette double agression intervient un an exactement après celles, similaires, dont furent victime dans un haras de l'île de Hokkaido, à plusieurs centaines de kilomètres de là, Biwa Hayahide (Kikuka Shō 1993) et Winning Ticket (Tokyo Yūshun 1993). Quelques jours plus tard, une quinquagénaire est arrêtée. 
Taiki Shuttle s'éteint le 17 août 2022 dans son box, victime d'un arrêt cardiaque à 28 ans. Le matin même, un reportage de presse paraissait, le décrivant en pleine forme malgré son âge. 

## Origines
Taiki Shuttle est le meilleur fils de l'Américain Devil's Bag. Élevé par E.P. Taylor, il fut un phénomène à 2 ans, restant invaincu en 5 courses dont les Cowdin Stakes, les Laurel Futurity Stakes et les Champagne Stakes. Élu 2 ans de l'année aux États-Unis en 1983, il fut syndiqué pour la somme record de 36 millions de dollars. Il était alors le grand favori de la Triple Couronne et annoncé par Time Magazine comme "le prochain Secretariat". Las, une blessure eut raison de sa carrière et il rentra au haras où il réussit plutôt honorablement, donnant aussi Twilight Agenda (deuxième d'une Breeders' Cup Classic) et le multiple vainqueur de groupe 1 Devil His Due. 
Welsh Muffin, la mère de Taiki Shuttle, avait remporté en Irlande une Listed préparatoire aux Irish 1000 Guineas, mais sans pouvoir confirmer. Elle fut envoyée aux États-Unis où elle ne put faire mieux qu'une place au niveau Listed. D'abord poulinière à l'antenne américaine de Taiki Farm (où elle donna le jour à Taiki Shuttle), puis rapatriée au Japon, elle a donné plusieurs vainqueurs au niveau inférieur. 

### Pedigree
| Origines de Taiki Shuttle (USA), mâle alezan né en 1994 | Origines de Taiki Shuttle (USA), mâle alezan né en 1994 | Origines de Taiki Shuttle (USA), mâle alezan né en 1994 | Origines de Taiki Shuttle (USA), mâle alezan né en 1994 |
| ------------------------------------------------------- | ------------------------------------------------------- | ------------------------------------------------------- | ------------------------------------------------------- |
| Père Devil's Bag                                        | Halo                                                    | Hail to Reason                                          | Turn-to                                                 |
| Père Devil's Bag                                        | Halo                                                    | Hail to Reason                                          | Nothirdchance                                           |
| Père Devil's Bag                                        | Halo                                                    | Cosmah                                                  | Cosmic Bomb                                             |
| Père Devil's Bag                                        | Halo                                                    | Cosmah                                                  | Almahmoud                                               |
| Père Devil's Bag                                        | Ballade                                                 | Herbager                                                | Vandale                                                 |
| Père Devil's Bag                                        | Ballade                                                 | Herbager                                                | Flagette                                                |
| Père Devil's Bag                                        | Ballade                                                 | Miss Swapsco                                            | Cohoes                                                  |
| Père Devil's Bag                                        | Ballade                                                 | Miss Swapsco                                            | Soaring                                                 |
| Mère Welsh Muffin                                       | Caerleon                                                | Nijinsky                                                | Northern Dancer                                         |
| Mère Welsh Muffin                                       | Caerleon                                                | Nijinsky                                                | Flaming Page                                            |
| Mère Welsh Muffin                                       | Caerleon                                                | Foreseer                                                | Round Table                                             |
| Mère Welsh Muffin                                       | Caerleon                                                | Foreseer                                                | Regal Gleam                                             |
| Mère Welsh Muffin                                       | Muffitys                                                | Thatch                                                  | Forli                                                   |
| Mère Welsh Muffin                                       | Muffitys                                                | Thatch                                                  | Thong                                                   |
| Mère Welsh Muffin                                       | Muffitys                                                | Contrail                                                | Roan Rocket                                             |
| Mère Welsh Muffin                                       | Muffitys                                                | Contrail                                                | Azurine (famille 4-d)                                   |